# Comtat de Hardin (Texas)
El comtat de Hardin és un dels 254 comtats de l'estat estatunidenc de Texas. El seu centre administratiu (i principal ciutat) és Kountze. Té una superfície de 2.324 km² i una població de 55.417 habitants, per a una densitat de població de 21 hab./km² (segons el cens nacional del 2000). Fou fundat el 1858.

## Demografia
En el cens del 2000 hi havia 48.073 persones, 17.805 caps de família i 13.638 famílies. La densitat de població era de 54 habitants per milla quadrada.
La composició racial del comtat era:
- 90,86% blancs
- 6,91% negres o negres americans
- 0,32% nadius americans
- 0,23% asiàtics
- 0,01% illencs
- 0,74% altres races
- 0,93% de dues races o més.

Hi havia 17.805 caps de família, dels quals el 37,2% tenien menors de 18 anys vivint amb ells, el 62,6% eren parelles casades vivint juntes, el 10,2% eren dones cap de família monoparental (sense cònjuge) i el 23,4% no eren famílies.
La mida mitjana d'una família era de 3,09 membres.
El 27,8% de la població tenia menys de 18 anys, el 8,5% tenia entre 18 i 24 anys, el 28,3% en tenia entre 25 i 44, el 23,2% entre 45 i 64 i el 12,2% més de 65. L'edat mitjana era de 36 anys. Hi havia 96,7 homes per cada dona. Hi havia 92,4 homes per cada dona de més de 18 anys.

## Economia
Els ingressos mitjans d'un cap de família del comtat eren de 37.612 $ i l'ingrés mitjà familiar era de 42.890 $. Els homes tenien uns ingressos mitjans de 35.881 $ i les dones de 22.823 $. L'ingrés per capita del comtat era de 17.962 $. El 8,8% de les famílies i l'11,20% de la població estaven per sota del llindar de pobresa. De tota la gent en aquesta situació, el 13,3% tenia menys de 18 anys i el 10,6% en tenia 65 o més.